# Pasukan Gerakan Khas
Le Pasukan Gerakan Khas est une unité de forces spéciales et de lutte antiterroriste de la Police royale malaisienne (Royal Malaysia Police; RMP, Polis Diraja Malaysia; PDRM) formée du VAT 69 (Very Able Trooper-69; Komando 69) et de l'unité d'interventions spéciales UTK (Unit Tindakhas). Ces unités portent des bérets beiges (VAT 69) et marron (UTK). 
Les troupes du PGK ont reçu un entrainement spécial leur permettant d'intervenir contre tout type de menace en Malaisie, en particulier les attaques terroristes ; elles peuvent aussi mener à bien des opérations de protection ou de délivrance. L'effectif de ces unités spéciales, qui est tenu secret, comprend des unités d'enquêteurs, de spécialistes C4-I (Command, Control, Communications, Computers, military Intelligence), des experts en matière de bombes (EOD) et des unités d'assaut, dont une équipe de tireurs d'élite.

## Identification
Bérets marron
Portés par le détachement A du PGK (unité d'intervention spéciale UTK).
Bérets beiges
Portés par le détachement B du PGK (soixante-neuvième bataillon de commando VAT 69).
Ailes de parachute Trimedia
Symbole du PGK. Il identifie également les capacités de parachutiste, d'unité aéroportée et des opérations d'assaut aérien.

## Fonctions
- Opérations de renseignement lors de missions de reconnaissance en profondeur et en période de guerre.
- Opérations spéciales en soutien des activités de la branche spéciale de la RMP contre les organismes ou les activités subversives terroristes.
- Opérations anti-terroristes à l'intérieur du territoire malaisien conjointement aux forces armées.
- Activités de police contre les criminels armés sur le territoire malaisien.
- Opérations anti-terroristes en dehors du territoire malaisien (ex. : opération Astute à Timor oriental).
- Opérations de recherche et sauvetage et missions d'assistance dans ou hors territoire national (ex. : mission à Aceh, Indonésie, lors du tsunami de 2004).
- Protection des dignitaires, membres du gouvernement et personnalités.

## Organisation

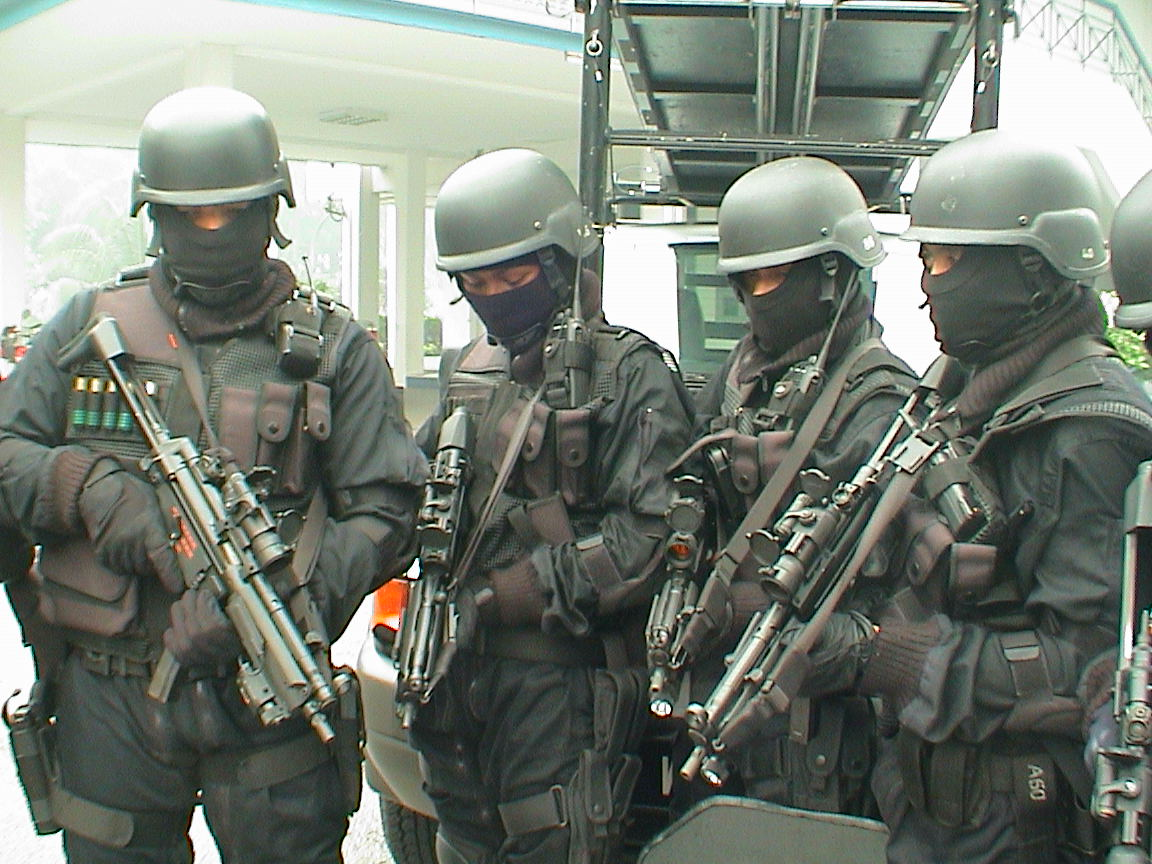
Le sergent 126456 Md Dahal (à droite) avec trois soldats du PGK en opération.

Le VAT 69 et l'UTK ont été réunis dans le PGK le 20 octobre 1997, lancé par Tan Sri Rahim Noor, 5e inspecteur général de la police. Ces deux unités restent néanmoins opérationnelles séparément. L'UTK est maintenant le détachement A du PGK et le VAT 69 est représenté par le détachement B du PGK.
La base du PGK est le quartier général de la police situé à Bukit Aman, Kuala Lumpur. Il est placé sous la tutelle du directeur du service de la sécurité publique sur le territoire national (Keselamatan Dalam Negeri/Ketenteraman Awam) de la RMP. Son commandant actuel, directeur adjoint du Keselamatan Dalam Negeri, a le grade de commissaire auxiliaire aîné (Senior Assistant Commissioner, SAC) II.
Pour répondre à la menace croissante du terrorisme depuis les attentats du 11 septembre 2001, le PGK renforce constamment ses compétences en matière d'anti-terrorisme. Pour atteindre une efficacité maximum dans toutes les missions, les unités opérationnelles se composent de six ou dix personnes menées par des commandants dont le grade va d'inspecteur à superintendant, experts dans différents domaines : unités d'attaque, tireurs d'élite, explosifs, CQB, communications et médecine militaire. Le PGK a également renforcé ses relations avec les forces spéciales des forces armées malaisiennes, y compris les brigades de 10 parachutistes, le Grup Gerak Khas, les PASKAL (unités de marine) et les PASKAU (unités de l'armée de l'air).

## Responsabilité et contrôle
Le commandant du PGK assume la responsabilité ultime de toutes les opérations et de l'approche choisie. Il peut requérir la coopération et l'assistance du chef de La police d'État à qui il fait le rapport de toutes les opérations.

## Rôles
L'UTK est principalement une unité de type SWAT qui a la spécificité de mener la plupart de ses actions en costume civil. L'unité est active sur le territoire national contre les crimes armés urbains et pour la protection des dignitaires et personnalités. Le VAT 69 conduit des actions de combat et des missions de reconnaissance profonde. Il comprend des spécialistes du combat de jungle, conformément à sa fonction originelle de lutte contre la menace communiste en 1969, compétence mise à profit durant les années d'insurrection. Le VAT 69 a reçu sa première formation du 22e SAS qui a doté ses membres de bérets beiges (tandis que ceux de l'UTK sont marron). 
Les tireurs d'élite, techniciens et experts en explosifs du PGK s'entrainent régulièrement avec des forces spéciales étrangères comme le SAS (Australie, Nouvelle-Zélande et Royaume-Uni), la police royale thaïlandaise des frontières et les forces spéciales des États-Unis telles que le SEAL, le FBI, les SWAT etc.
Le 14 novembre 2006 les deux bérets de cette unité furent honorés en tant que "bérets royaux" par le roi de Malaisie Sirajuddin au centre de formation de police (PULAPOL) Jalan Semarak, Kuala Lumpur.

## Formation et sélection

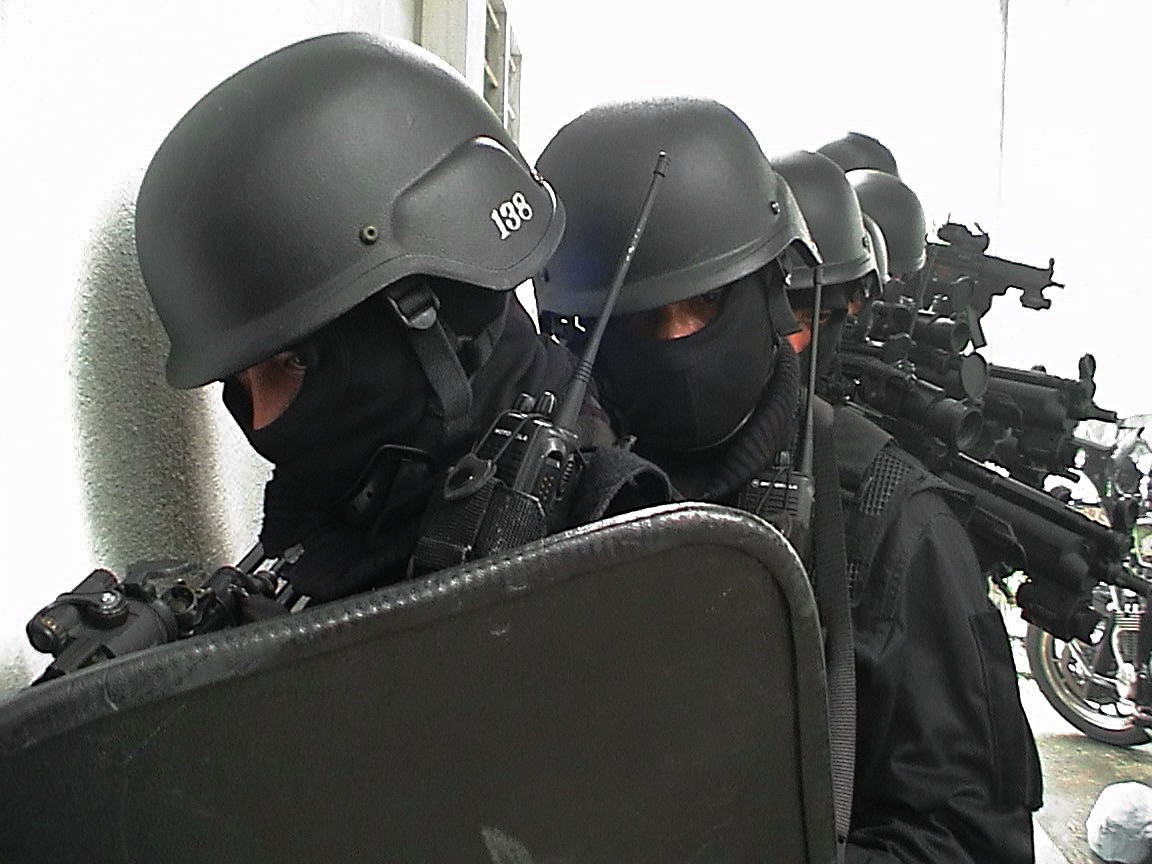
Plusieurs PGK les réticules de déménagement opératifs pendant un Quarts Proches Combattent l'exercice à la maison de meurtre. Le premier opératif est équipé avec une Protection Tactique.

Le PGK s'exerce régulièrement à l'étranger avec des unités telles que le SAS britannique, le BRIMOB indonésien, le STAR (Special Tactics and Rescue) de Singapour, les SARS (Special Air Service Regiment) australien et néo-zélandais, les bérets verts, le HRT (Hostage Rescue team) du FBI et le SOCPAC.
Les agents reçoivent un entrainement spécialisé dans les domaines suivants :
- Close quarters combat (CQC)
- CSAR
- délivrance d'otages
- protection rapprochée
- reconnaissances
- patrouilles de longue distance
- chute opérationnelle, HALO (Hight Altitude Low Opening), fast ropping
- troupes aéroportées
- parachutisme
- rappel
- opérations dans divers environnements : zones densément construites (MOBUA ou FIBUA), lieux fermés, jungle, marais, plates-formes pétrolières, cargos, plongée
- assauts de trains et d’avions au sol
- assauts véhiculaires
- guerre non conventionnelle
- tir d’élite
- sabotage
- renseignement
- langues étrangères
- brigades canines
- combats sans armes
- combats à l’arme blanche (poignard, kris, claymore, hache, lame de combat),
- karaté, unité spéciale d’arts martiaux (Seni Silat Gayung Halilintar, VAT 69 seulement),
- démolitions de bases sous-marines
- installation et neutralisation de dispositifs explosifs (EOD)
- maniement des matières dangereuses
- désamorçage de pièges

Le 10 décembre 2003, Tan Sri Mohd Bakr, inspecteur général de la police, a lancé un programme de formation entre l’USSOCPAC (U.S. Special Operations Command Pacific) et l'unité paramilitaire Pasukan Gerakan AM (force générale d'opérations) à l'école de formation du PGAM à Ulu Kinta, Perak. À la fin de ce programme de formation inaugural, seuls 42 des 194 stagiaires ont été admis. À l’issue du stage mai - septembre 2006 de formation de base pour le VAT 69, 44 policiers sur 91 sont parvenus avec succès au bout de ce stage exténuant.

## Armement et équipement
Ils sont adaptés à la variété des situations de la lutte antiterroriste. 

### Armement

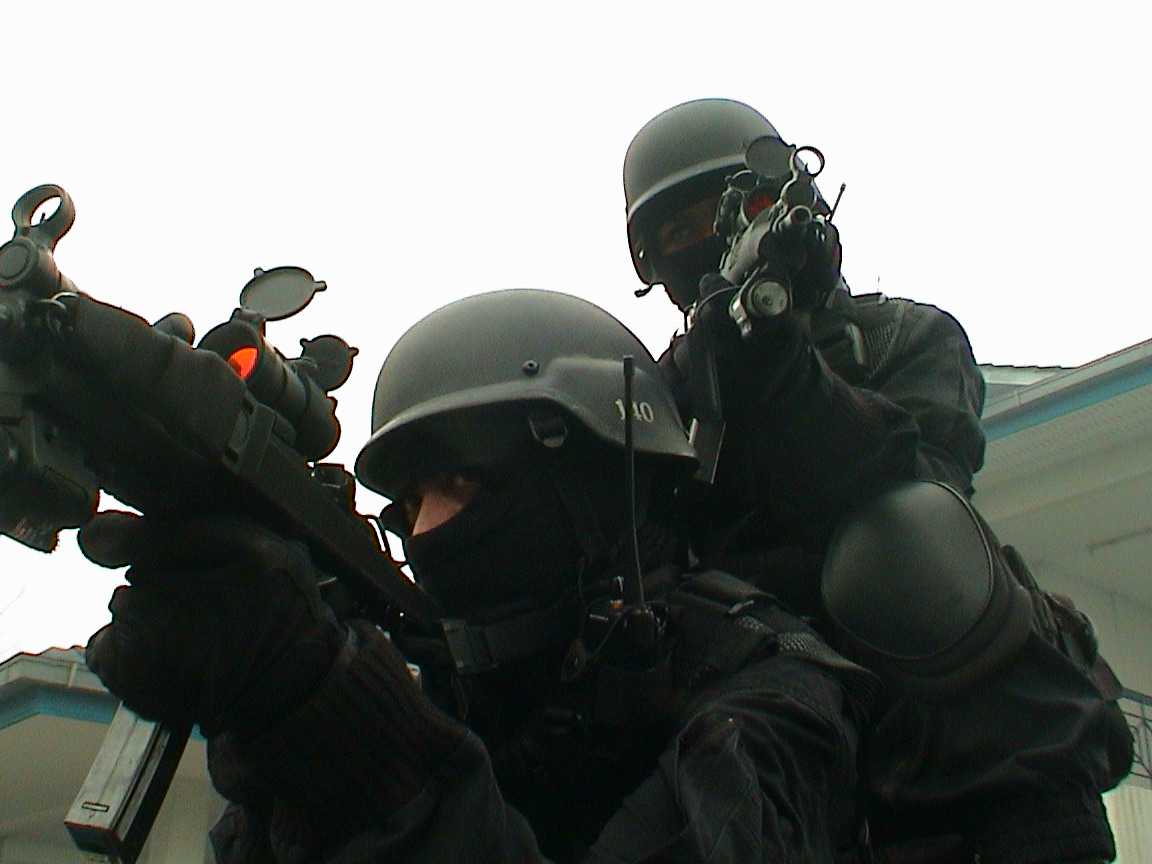
Deux opératif de PGK y compris un opérateur femelle armé avec MP5-N pendant l'exercice de CQC.

Les armes les plus communes comprennent des mitraillettes, des carabines, des fusils d’assaut, des fusils de chasse, des fusils de précision, des mitrailleuses (dont FN Minimi et M203) et des lance-grenades (dont M79).
Les pistolets, principalement de type semi-automatique, comprennent les modèles Glock 17, Glock 18, Glock 19, série STI International (STI Tactical 5.0, STI Grandmaster et STI Lawman M1911 45 ACP), Sig Sauer P2022, HK MK23 et HK USP Compact. 
Les mitraillettes les plus employées sont de la marque Heckler & Koch : HK MP5A5, MP5-Navy, MP5K-A4, MP5SD3, UMP 9 et MP7. 
Les types communs de fusils de chasse tactiques sont Benelli M3 Super 90, Franchi SPAS 12, Remington 870, Remington 1100 et Mossberg 590. 
Les principaux fusils d’assaut et les carabines comprennent les modèles Colt M4A1 SOPMOD Block I, HK 416 Commando et HK G36C. L’unité de tireurs d’élite emploie des HK PSG-1A1 ainsi que des Accuracy International AWP et des Remington 700.

### Transport
Des véhicules du PGK comprennent des véhicules de transport de troupes équipés de Saco M60 tels que le Commando V-150D et le GKN Sankey AT105 utilisables en zone urbaine et jungle ainsi que des MPV (Mobile Patrol Vehicles) modifiés, des camions, bus, fourgonnettes et 4WD. Pour les opérations maritimes et amphibies, sont employés des RHIB, Subskimmers et motomarines.
Pour les assauts aériens, le PGK dispose de Lockheed C-130 Hercules, Cessna 206G, Cessna 208 Caravan 1, Pilatus PC-6 et Eurocopter AS-350 Écureuil. 

### Dévelopments et acquisitions
Le 25 octobre 2007, le JIATF (US Joint Interagency Task Force) a investi plus de 2 millions de RM dans l’établissement d’un centre de tir pour les commandos VAT 69.

## Récentes opérations

### OpérationAube(Ops Subuh)
Elle fut lancée le 5 juillet 2000, trois jours après le raid de l’arsenal du camp militaire de Kuala Rui, Perak, par le défunt groupe islamiste Al-Ma'unah. Ils s’étaient emparés de 95 M16, 2 Steyr AUG, 4 mitrailleuses tout usage (GPMG), 6 mitrailleuses légères (LGM), 5 lance-grenades M203, 26 poignards de baïonnette ainsi que de munitions et avaient capturé des otages : 2 officiers de police, un membre des forces spéciales militaires et un civil. L’opération Aube était menée par Mohd Yusof, ASP. Abd Razak du détachement B et le lieutenant général du PGK, Zaini Mohamad, furent envoyés à Sauk pour des pourparlers avec le chef d'Al-Ma'unah, Mohamed Amin Mohamed Razali. Ils persuadèrent dans un premier temps la majorité des attaquants de se rendre, mais les négociations tournèrent court et une fusillade sanglante s’ensuivit. Deux des otages, le caporal détective R. Sanghadevan et le militaire Matthew anak Medan du GGK furent torturés puis exécutés et les deux otages restants, le policier Mohd Shah Ahmad et le civil Jaafar Puteh, furent forcés de les enterrer dans la jungle. Le groupe fut enfin capturé (l'un d'entre eux, Abdul Halim Ali Ahmad, mourut dans l’attaque). Mohamed Amin, Zahit Muslim, Jemari Jusoh et Jamaludin Darus furent condamnés à mort, 16 de leurs compagnons à la prison à vie, 10 autres (Megat Mohamed Hanafi Ilias, Muhamad Nukhshah Bandi Che Mansor, Riduan Berahim, Azlan Abdul Ghani, Shahidi Ali et Khairul Anuar Mohamed Ariffin) à dix ans de prison,.

### Incursion de réformes
Le 20 septembre 1998, sur ordre du premier ministre à Tan Sri Rahim Noor, inspecteur général de la police, des hommes du Pasukan Gerakan Khas arrêtèrent à son domicile Anwar Ibrahim, ex vice-premier ministre, 18 jours après son éjection du Cabinet. Il était soupçonné d'être derrière l'incursion de près de 100 000 « réformateurs » anti-Mahathir Mohamad à Kuala Lumpur et fut accusé de corruption et de sodomie. Six ans après, en 2004, il fut libéré par le 5e premier ministre Abdullah Ahmad Badawi.

### Reprendre Mas Selamat Kastari
En février 2008, le dirigeant singapourien de la Jemaah Islamiah (JI) Mas Selamat Kastari s'échappe du centre de détention de Whitley à Singapour. Quelques mois plus tard, il est retrouvé caché dans une maison de Kampung Tawakal à 40 km de Johor Bahru. À la suite d'un échange d'informations avec les forces de police d'Indonésie et de Singapour, le 1er avril 2009 à 6 h, une équipe de l'unité anti-terroriste PGK est déployée pour aider la Branche Spéciale à la capture de Mas Selamat Kastari. PGK et la Branche Spéciale prennent d'assaut la maison alors que Mas Selamat dormait. Cependant, selon un témoin, Mohd Saat Marjo, un villageois de 57 ans vivant dans la maison en face de celle de Mas Selamat, environ 30 commandos masqués équipés d'armes automatiques ainsi que des membres de la Branche Spéciale en civil sont entrés dans la maison car Mas Selamat refusait de sortir. L'assaut et la coopération entre PGK et la Branche Spéciale est si bien organisée, que cela ne laisse que peu de chance à Selamat à Mas de s'échapper. Deux autres membres de JI aussi présent, Abdul Matin Anol Rahmat et Johar Hassan, ont été aussi arrêtés et des documents sont saisis, ainsi que du matériel révélant la prétendue préparation d'une opération . Cependant, la participation de PGK dans cette opération n'est pas soulignée dans les médias en raison de la première nature secrète des opérations. La prise a été attribuée à la Branche Spéciale.

### D'autres
- En 1998 - Pasukan Gerakan Khas et Grup Gerak Khas ont été déployés pour fournir la sécurité et étaient sur la ressource pour la délivrance d'otage, la protection étroite et les fonctions anti-terrorismes pendant les jeux 1998 de Commonwealth tenus au stade national, Bukit Jalil, Kuala Lumpur dessus 11 septembre à 21 septembre, 1998.

- PGK a participé aux opérations de délivrance d'otage contre Abou Sayyaf en île de Sipadan ( de Pulau Sipadan de ) et île de Ligitan ( de Pulau Ligitan de ), Sabah avec l'appui de PGA, les forces armées malaisiennes et de forces armées Philippines.

- Le PGK a été mis à contribution pour la protection des dirigeants participant au 10e sommet de l'Organisation de la coopération islamique (OCI) à Putrajaya du 16 au 17 octobre 2003.

- En 2006, l'unité a été également déployée auprès de la Force internationale pour le Timor oriental des Nations unies (INTERFET), pour soutenir l'Opération Astute, composée de la 10e brigade parachutiste malaisienne, du Grup Gerak Khas (21st Special Service Group - forces spéciales), et de soldats australiens et néo-zélandais, au Timor oriental[12].

## Dans la culture populaire
Dans le film Haute Voltige (1999), tenant le premier rôle Sean Connery et Catherine Zeta-Jones, les opérateurs anti-terroristes de vraie police de Pasukan Gerakan Khas ont été employés en tant qu’équipe de SWAT dans laquelle a poursuivi les 2 tient le premier rôle et autour Tours Petronas. L'hélicoptère à la fin de la scène de poursuite cependant n'était évidemment pas RMP mais "RMAF" clairement indiqué, l'Armée de l'Air.

## Controverses

### Meurtre d'Altantuya Shaariibuu
En octobre de 2006, un officier et deux membres de Pasukan Gerakan Khas ont retenu parce que soupçonnaient provoqué avec Abdul Razak Baginda dans le cas assassiné d'un Mongol, Altantuya Shaariibuu où elle est tuée avant son corps exagéré avec le détonateur C4 en octobre de 2006 au Shah Alam, la Malaisie. Impliqué deux fonctionnaires dans ce meurtre sont l'Inspecteur principal Azilah Hadri et le Caporal Sirul Azhar Umar, pendant qu'un autre membre, l'Agent de Police de Femme Fatimah Abdul Wahap ceux-là en service dans l'entreposage d'armes du Pasukan Gerakan Khas sont la libération après la conclusion n'est pas impliqué dans ce meurtre. Razak, Azilah et Sirul jugent sur ce meurtre brutal. Jusqu'à ce jour, l'essai à sur tout le trois suspect cela a toujours pas encore accompli.[pas clair]

## Unités semblables en dehors de la Malaisie
- Indonésie Détachement spécial 88
- Allemagne GSG 9
- France RAID (police)
- États-Unis Special Weapons And Tactics